# Liérganes
Liérganes és un municipi de la Comunitat Autònoma de Cantàbria situat en la comarca de la Transmiera. Limita al nord amb Medio Cudeyo, a l'est amb Riotuerto, al sud amb Miera i a l'oest amb Penagos. Pel seu territori discorre el riu Miera, cabal que alimenta el balneari de Liérganes. Així mateix, disposa d'un servei de rodalia Feve que l'uneix a Santander. Va allotjar part de la Real Fábrica de Artillería de La Cavada.

## Localitats
- Calgar.
- La Costera.
- Extremera.
- Liérganes (Capital).
- El Mercadillo.
- Las Porquerizas.
- Los Prados.
- La Quieva.
- La Rañada.
- El Rellano.

- Rubalcaba.
- La Vega.
- Pámanes.
  - Bucarrero.
  - Casa del Monte.
  - El Condado.
  - La Herrán.
  - Somarriba.
  - Tarriba.

## Demografia
| 1900  | 1910  | 1920  | 1930  | 1940  | 1950  | 1960  | 1970  | 1980  | 1990  | 2000  | 2007  |
| ----- | ----- | ----- | ----- | ----- | ----- | ----- | ----- | ----- | ----- | ----- | ----- |
| 2.378 | 2.522 | 2.511 | 2.985 | 2.633 | 2.656 | 2.676 | 2.410 | 2.380 | 2.391 | 2.270 | 2.447 |

Font: INE

## Administració
| Eleccions municipals, 23 de maig de 2003 |      |        |          |
| Partit                                   | Vots | %      | Regidors |
| PP                                       | 800  | 48,69% | 6        |
| PRC                                      | 441  | 26,84% | 3        |
| PSOE                                     | 383  | 23,31% | 2        |

| Eleccions municipals, 27 de maig de 2007 |      |        |          |
| Partit                                   | Vots | %      | Regidors |
| PP                                       | 839  | 52,22% | 6        |
| PRC                                      | 567  | 33,16% | 4        |
| PSOE                                     | 216  | 12,63% | 1        |